# Freestyle football
Freestyle football – sztuka wykonywania ewolucji żonglersko-cyrkowych (piłką). Dyscyplina sportu, która liczy kilkanaście lat. Freestyle football wywodzi się z piłki nożnej i powstał na skutek udoskonalania i wymyślania nowych sztuczek piłkarskich.
We freestyle footballu odbywają się mistrzostwa (świata, Europy itp.) oraz zjazdy, lecz największą oglądalnością cieszą się pokazy.
Freestyle football jest młodą dyscypliną sportu. W początkowej fazie tego sportu najważniejszy był styl air. Z czasem coraz większy nacisk kładziony był na inne style (upper, sd). Obecnie dobry freestyler radzić sobie dobrze we wszystkich stylach. Coraz popularniejsze jest łączenie freestyle footballu z tańcem czy akrobatyką. Sport ten daje dużo możliwości, więc pojawia się coraz więcej zawodników prezentujących własne triki oraz własny styl gry. Mimo tego, że jest to młoda dyscyplina sportu, freestyle football rozwija się w szybkim tempie. Obserwując mistrzostwa świata z roku na rok widać wyraźny wzrost poziomu gry.

## Style
We freestyle footballu wyróżniamy 4 główne style:
- Air – triki wykonywane przez podbijanie piłki nogami,
- Upper – toczenie i trzymanie piłki na głowie, karku, klatce piersiowej,
- Sit down – triki wykonywane na siedząco,
- Ground – zwody i triki wykonywane na ziemi – najbardziej przydatne do gry w zwykłą piłkę nożną.

## Turnieje i zawody freestyle footballu
Na arenie międzynarodowej rozgrywają się turnieje freestyle footballu. Uczestniczą w nich najlepsi freestylerzy z całego świata. Największymi jak dotąd imprezami tego typu były Masters of The Game (MOTG) rozgrywane w grudniu 2006 roku w Amsterdamie, gdzie zwycięzcą został Anglik John Farnworth oraz Red Bull Street Style, którego eliminacje odbywały się w każdym kraju, a później finał odbył się w São Paulo (Brazylia). W zawodach tych zwyciężył francuski freestyler Arnaud "Séan" Garnier, przyjmując tytuł mistrza świata Street Style Soccer, który później w 2010 stracił na rzecz reprezentanta Norwegii Andersa Solum w światowym turnieju Red Bull Street Style w Kapsztadzie. W 2012 w Lecce we Włoszech odbył się finał trzeciej edycji tych międzynarodowych zawodów, który wygrał Tokuda Tokaro. W 2013 tytuł mistrza Red Bull Street Style przejął polski freestyler Szymon Skalski.

## Nazwy niektórych trików
Większość trików ma swoje nazwy. Gdy ktoś wykona nowy trik, nazywa się go jego imieniem/nazwiskiem/pseudonimem i tworzy skrót. Poniżej zaprezentowano kilka najbardziej znanych trików:
- ATW (ang. around the world, pol., pot. dookoła świata) – element techniki piłkarskiej, polegający na wykonaniu nogą pełnego obrotu nad piłką w trakcie żonglowania. Warianty ATW:
  - HTW (Hop The World) – podbicie piłki jedną nogą i przełożenie drugą nogą nad piłką.
  - inATW ATW (in Around The World) – przełożenie nogi nad piłką w kierunku wewnętrznym.
  - outATW (out Around The World) – przełożenie nogi nad piłką w kierunku zewnętrznym.
  - TATW (Touzani Around The World) – połączenie trików ATW i crossover w jednym.
  - MATW (Mitchy Around The World) – połączenie trików inATW i crossover w jednym.
  - AMATW (Alternative Mitchy Around The World) – połączenie trików HTW i crossover w jednym.
  - LATW (Lemmens Around The World) – dwukrotne przełożenie nogi wokół piłki w jednym podbiciu.
  - PATW (Palle Around The World) – trzykrotne przełożenie nogi wokół piłki w jednym podbiciu.
  - AATW (Abbas Around The World) – połączenie trików reverse crossover i ATW w jednym.
  - TimoATW (Timo Around The World) – połączenie trików reverse crossover i TATW w jednym.
  - 360ATW (360° Around The World) – obrót i przełożenie nogi nad piłką.
- LATW,
- Crossover – w wyskoku przełożenie jednej nogi nad piłką i podbicie drugą,
- Xover – w wyskoku skrzyżowanie nóg i podbicie tą, która jest z tyłu,
- Toebounce – podbicie piłki stopą położoną na ziemi i przełożenie drugiej nogi nad piłką,
- Neck Stall – trzymanie piłki na karku,
- Chest Stall – trzymanie piłki na klatce piersiowej.

## Wzrost znaczenia freestyle footballu w świecie
Na początku 2006 roku Nike rozpoczęła kampanię reklamową Joga TV, w której główną formą piłki nożnej jest freestyle football. W reklamach pokazywani są znani piłkarze (m.in. Ronaldinho czy Thierry Henry) wykonujący różne triki freestyle footballu.

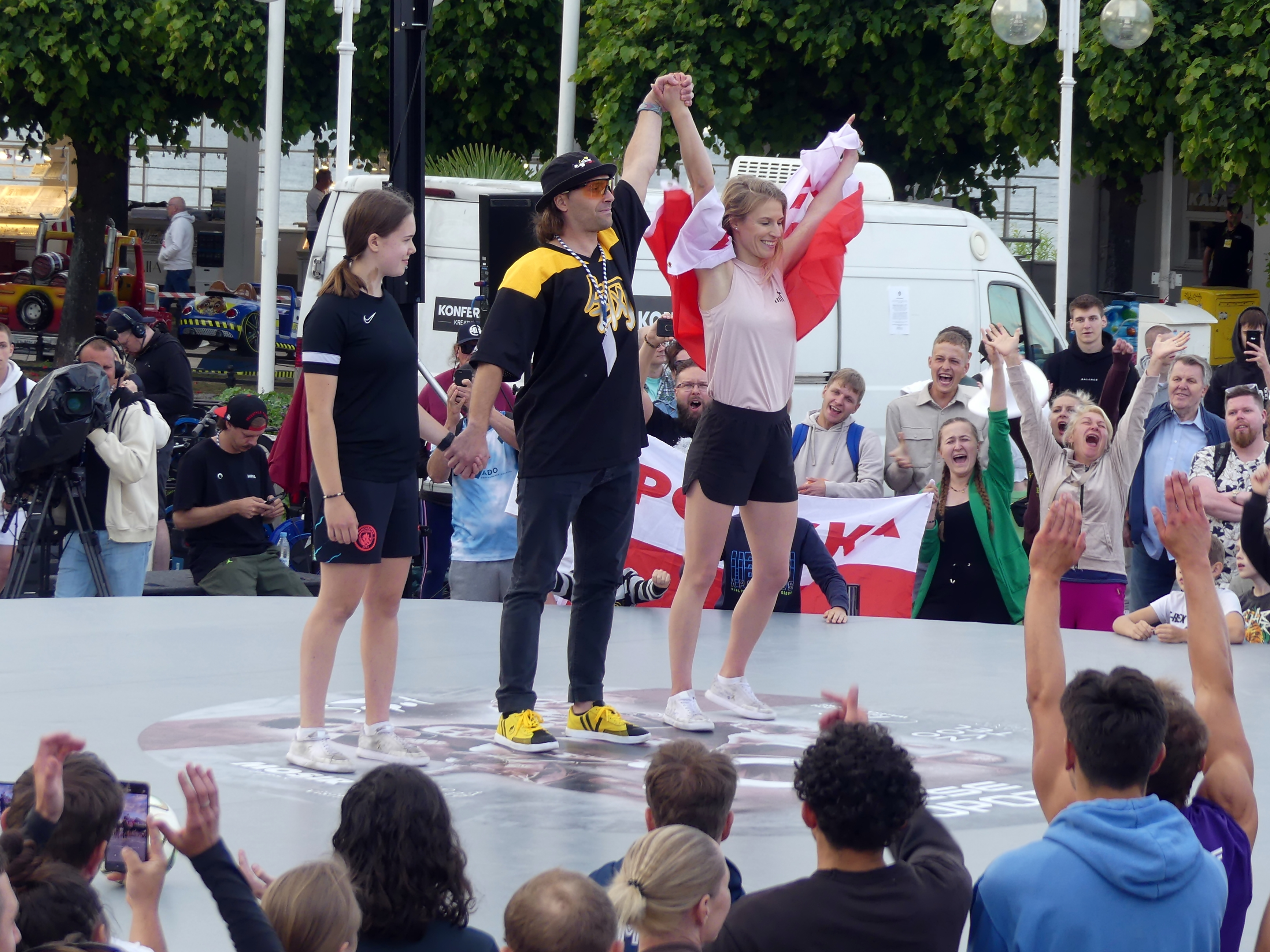
Finał Mistrzostw Europy we Freestyle Footballu w Sopocie. Mistrzyni europy 2024 „Aguśka” Agnieszka Mnich (Polska)

## Polacy we freestyle footballu
Źródło informacji, .
Polacy we freestyle footballu należą do ścisłej światowej czołówki. Polscy zawodnicy od wielu lat zdobywają tytuły na zawodach rangi Mistrzostw Europy i Świata. Do najbardziej utytułowanych graczy należą:              
- Agnieszka Mnich „Aguśka”– „Red Bull Street Style 2016” (Londyn) –  2. miejsce, „Superball 2018” (Praga) –  2. miejsce, „Red Bull Street Style 2018” (Warszawa) –  1. miejsce, „Superball 2019” (Praga) –  1. miejsce, „Red Bull Style 2020” (on line) –  2. miejsce, „Superball 2020” (Praga) –  1. miejsce,  „Superball 2021” (Walencja) –  2 miejsc,  „Superball 2021” (Praga) –  1. miejsce,  „Superball 2022” (Praga) –  3. miejsce, „Red Bull Street Style 2019” (Miami) –  2. miejsce,  „Red Bull Street Style 2022” (Pula) –  2. miejsce, „Pulse Riga 2023” (Ryga) –  3. miejsce,  „Superball 2023” (Praga) –  3. miejsce, „World Freestyle Footbal Championships 2023” (Nairobi) – 1. miejsce, „Pulse Sopot 2024” (Sopot) –  1. miejsce (WFFA Mistrzostwa Europy 2024)[2],

- Kalina Matysiak – „Superball 2015” (Liberec) –  3. miejsce, „Red Bull Street Style 2016” (Londyn) –  3. miejsce, „Superball 2016” (Liberec) –  1. miejsce, „Superball 2017” (Praga) –  2. miejsce, „Superball 2017” (Praga) –  1. miejsce, „World Master 2018” (Tokio) –  1. miejsce

- Michał Rycaj  „Michryc” –  „World Tour 2013” (Dubai) – 1. miejsce,  „World Tour 2013” (Londyn) – 1. miejsce,  „Superball 2015” (Liberec) –  1. miejsce,  „World Tour 2016” (Melbourne) – 1. miejsce
- Szymon Skalski „Szymo” – „World Championships 2011” (Praga) – 1. miejsce,  „Red Bull Street Style 2013” (Tokio) –  1. miejsce, „World Tour 2014” (Pekin) – 3. miejsce
- Paweł Skóra –  „Grand Prix of Prague 2009” (Praga) – 1. miejsce, „World Championships 2011” (Praga) – 2. miejsce
- Łukasz Chwieduk „Luki” – „European Open Championships   2010” (Praga) – 1. miejsce, „World Tour 2013” (Londyn) –  3. miejsce, „Superball 2013” (Praga) –  3. miejsce, „World Tour 2016” (Melbourne) – 3. miejsce,
- Krzysztof Golonka –  „European Open Championships” (Praga) – 2. miejsce.
- Robert Guzik  –  „Superball 2020” (Praga) –  2. miejsce,